# Josh Eppard

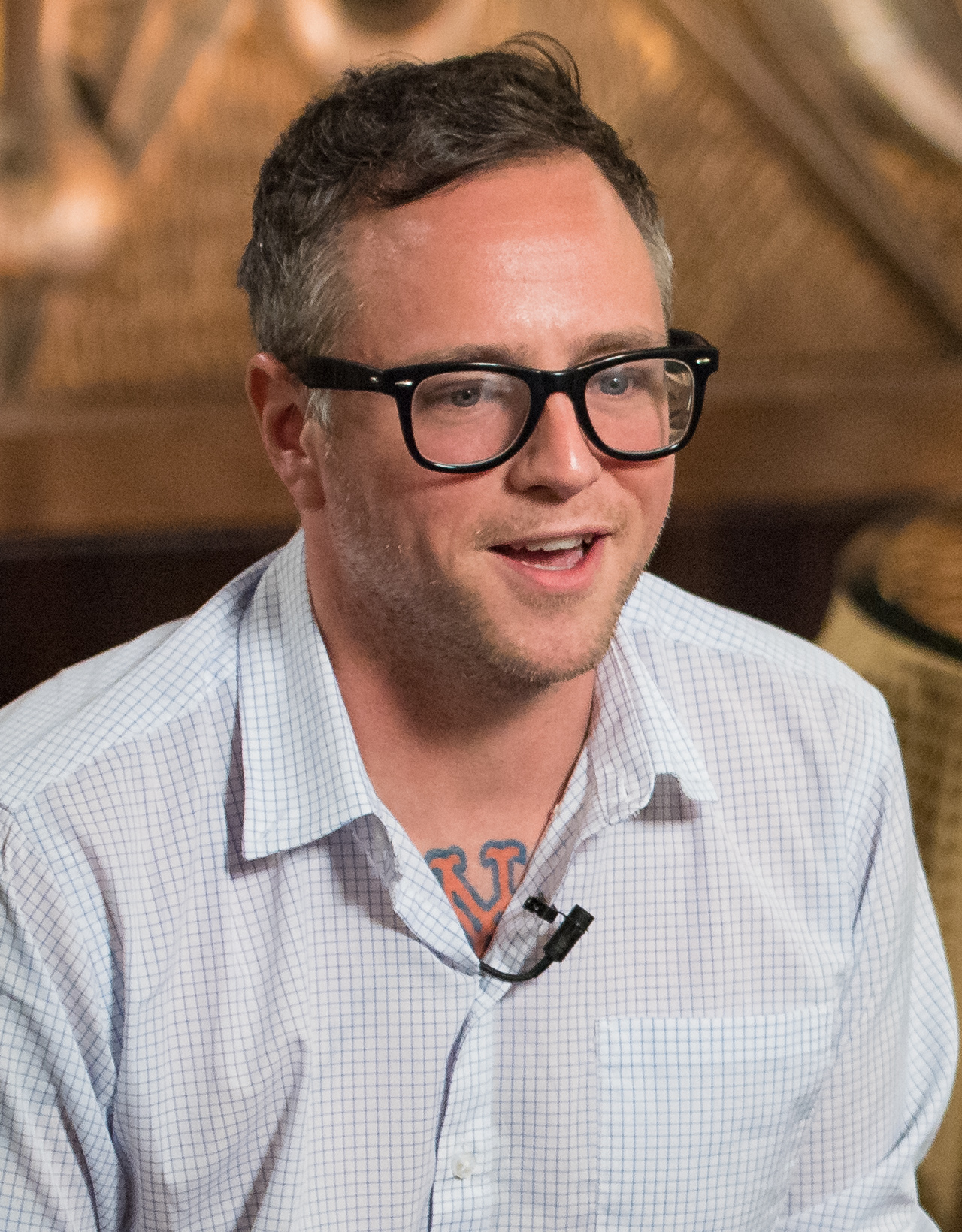
Josh Eppard 2018

Josh Eppard nació el 6 de diciembre de 1979 en Kingston, Nueva York y es el batería original de la banda neoyorquina de rock progresivo Coheed and Cambria. Abandonó la banda en 2006 por motivos personales.

## Biografía
Eppard comenzó tocando en 3, banda de Woodstock, Nueva York también de rock progresivo junto a su hermano Joey, líder de esa banda. El estilo de Eppard se caracteriza por utilizar un solo pedal en su batería, en lugar del doble pedal que usa la mayoría hoy en día .
En 2000, Nate Kelley abandona Shabütie y Claudio Sanchez recluta a Eppard para renombrar la banda a la definitiva Coheed and Cambria. Con ellos funda esta "nueva" banda y graba tres discos en seis años. En 2006, junto a Michael Todd, abandona alegando causas personales, pero desconocidas aún hoy. En una entrevista concedida a Modern Drummer Online, Eppard afirma que cuando entró en la banda "era mucho más progresiva de lo que es ahora. Mic (por Michael Todd) y yo nos concienciamos más en la parte rítimica para hacer las cosas más sutiles. Nos gusta pensar en el grupo como una parte sólida" .
Chris Pennie cubre la marcha de Eppard de Coheed and Cambria.

## Proyectos paralelos
Weerd Science es el proyecto actual de Eppard, un proyecto de hip hop que tiene un disco en el mercado, Friends and Nervous Breakdowns lanzó en 2005 por Equal Vision Records (discográfica de Coheed and Cambria) y Super Rap Records.